# Площадь Мурильо
Площадь Мурильо (исп. Plaza Murillo) — центральная площадь города Ла-Пас, связанная с политической жизнью Боливии. На площади находятся главные достопримечательности города: Дворец Кемадо, Дворец парламента Боливии и Кафедральный собор Ла-Паса. Площадь расположена в Старом городе (исп. Casco Viejo). К ней примыкают улица Сокабайя на западе, улица Аякучо на востоке, улица Комерсио на юге и улицы Ингави и Балливан на севере.

## История

### Пласа Майор
Площадь под названием исп. Plaza Mayor, то есть Главная площадь была спроектирована в 1558 году как часть уличной сетки Ла-Паса по приказу коррехидора Игнасио де Аранда для упорядочения новой части города, расположенной на северном берегу реки Чокеяпу. Этот район города находился напротив уже 10 лет существующего испанского поселения и насчитывал около 200 испанцев и 5 000 коренных жителей. В соответствии с тогдашними принципами городского устройства в Испании, городская дорожная сетка была спроектирована в виде шахматной доски, где прямые и широкие улицы образуют квадратные симметричные кварталы.
На момент строительства центральной площадью города была Площадь Алонсо де Мендоса, называвшаяся тогда в честь одноимённой церкви Площадью Святого Себастьяна.

### Пласа-де-Армас
К началу XIX века площадь стала центром административной и общественной жизни города и получила новое название исп. Plaza de Armas, Оружейная площадь. На ней располагались здания основных учреждений: администрация, суд и тюрьма, казарма и т. д. На этой площади находились резиденции и магазины самых знатных и богатых горожан, например, внушительный дворец на углу улиц Комерсио и Сокабайя, построенный в 1775 году, принадлежал колониальному судье и губернатору Чили Франсиско Тадео Диеса де Медина. Позже это здание было Дворцом графов Арана, а сейчас в нём находится Национальный художественный музей.
Будучи центром колониальных элит площадь была хорошо освещена ночью и была особенно пышно украшена. На ней проводились важнейшие гражданские и религиозные обряды: религиозные церемонии (процессии, праздники святых покровителей и похоронные процессии), гражданские и военные действия (вручение полномочий, парады и смотры войск, прокламации и чтение объявлений), осуществлялось правосудие, а также приводились в исполнения наказания. Это было символическое пространство для утверждения и удержания власти, откуда обеспечивалось присутствие колониальной администрации и распространялась европейская культура. Кроме того площадь выполняла и повседневные функции: на ней располагались магазины и рынок, куда приходили жители всех сословий и происхождения за товарами.

### Площадь 16 Июля
16 июля 1809 года во время празднования Девы Кармельской, группа революционеров во главе с Педро Доминго Мурильо осадила городские казармы и заставила губернатора Тадео Давилу и епископа Ла-Паса Ремигио де ла Санта-и-Ортега уйти в отставку. Через несколько дней Мурильо предстал перед войсками и был назначен командующим от имени революции. Его назначение и присяга сопровождались торжественной церемонией. Через несколько дней члены хунты и остальные новые офицеры были приведены к присяге. Но уже в октябре 1809 года революция была подавлена, около девяноста революционеров были приговорены к смерти. Педро Доминго Мурильо и основные лидеры революции были повешены 29 января 1810 года на Пласа-де-Армас.
В 1825 году, после создания независимой республики Боливия, Пласа-де-Армас была переименована Площадь 16 Июля.

### Площадь Мурильо
16 июля 1909 года, в честь столетия первой революции за независимость Америки, площадь окончательно сменила своё название на нынешнее — площадь Мурильо, посмертно отдавая дань уважения боливийскому герою Педро Доминго Мурильо, в память о его участии и руководстве вооружённым восстанием за независимость 16 июля 1809 года против испанской короны.